# Риджкрест (Калифорния)
Риджкрест — город в округе Керн, Калифорния, США, вдоль трассы 395 США в долине Индиан-Уэллс на северо-востоке округа Керн, рядом с военно-морской авиабазой Чайна-Лейк (NAWS, или Чайна-Лейк). Он был зарегистрирован как город в 1963 году. По данным переписи 2020 года, население составляло 27 959 человек.
Риджкрест окружен четырьмя горными хребтами; Сьерра-Невада на западе, Косос на севере, хребет Аргус на востоке и горы Эль-Пасо на юге. Это примерно в 82 милях (132 км) от района Ланкастер/Палмдейл, в 110 милях (177 км) от Бейкерсфилд и в 120 милях (193 км) от Сан-Бернардино, трех ближайших крупных городских центров. Частные авиаперевозки в город и из него осуществляются через аэропорт Инйокерн. В настоящее время регулярных коммерческих рейсов нет.
Город находился недалеко от эпицентра крупных землетрясений, включая одно в 1995 году и серию землетрясений в июле 2019 года.

## История
Поселение возникло как фермерское сообщество под названием Крамвилл в 1912 году, в честь Джеймса и Роберта Крамов, местных молочников. Первое почтовое отделение открылось в 1941 году. К 1943 году в Риджкресте было 115 домов и 196 жителей. NOTS (Военно-морская испытательная станция боеприпасов) была основана в ноябре 1943 года, обеспечив надежную базу рабочих мест на долгие годы.
Компания Ridgecrest была основана в 1963 году. В ту эпоху рост Ridgecrest определялся постоянными потребностями высокотехнологичных отраслей промышленности в сочетании с программами Военно-воздушной станции вооружения (NAWS) для тестирования вооружений и систем наведения.

## География
По данным Бюро переписи населения США, общая площадь города составляет 21,4 квадратных мили (55,4 км²), из которых 20,8 квадратных миль (53,9 км²) занимает суша, а 0,7 квадратных миль (1,8 км²) (3,04 %) — вода. Риджкрест расположен в долине Индиан-Уэллс, которая является южным продолжением долины Оуэнс, разделенной вулканическим хребтом Косо.

### Землетрясение 1995 года
В районе, связанном с зоной сдвига в Восточной Калифорнии, в прошлом наблюдались многочисленные скопления землетрясений, группы из нескольких тысяч подземных толчков магнитудой 6,0 или около того, часто без явного основного толчка. Серия землетрясений в Риджкресте 1995 года началась 17 августа, когда землетрясение магнитудой 5,4 с центром в 18 километрах (11 миль) к северу от города Риджкрест потрясло территорию и вызвало более 2500 подземных толчков в течение следующих пяти недель. Затем, 20 сентября 1995 года, в этом районе произошло второе крупное землетрясение: оно имело магнитуду 5,8 и на тот момент было крупнейшим землетрясением, произошедшим в южной Калифорнии со времен Нортриджского землетрясения 1994 года.

### Землетрясения 2019 года
4-5 июля 2019 года в Риджкресте произошла серия землетрясений, в том числе крупнейшее за последние десятилетия, затронувшее этот район, магнитудой 7,1. Эпицентр находился примерно в 10 милях к северо-востоку от Риджкреста. Последовательность землетрясений началась с землетрясения силой 4,0 балла в 11 километрах (6,8 миль) к юго-западу от Сирлз-Вэлли, затем в 10: 33 утра землетрясение силой 6,4 балла произошло в 12 километрах (7,5 миль) к юго-западу от Сирлз-Вэлли. Более 1400 подземных толчков обрушились на Сирлз-Вэлли и Риджкрест. 5 июля 2019 года в 20:19 произошло землетрясение магнитудой 7,1, с эпицентром примерно в 10 милях к северо-востоку от Риджкреста.

### Климат
На погоду в долине Индиан-Уэллс в основном влияет ее расположение в высокогорной пустыне. Климат характеризуется жаркими днями и прохладными ночами с чрезвычайно засушливыми условиями, преобладающими в течение летних месяцев. Среднегодовая максимальная температура в районе Риджкреста составляет 75 °F (24 °C), в то время как среднегодовая минимальная температура составляет 48 °F (9 °C). Годовые колебания температуры варьируются от максимума в 119 °F (48 °C) до минимума в 1 °F (-17 °C). В среднем годовое количество осадков составляет менее 5 дюймов (130 мм) «эквивалентного количества осадков» в год, что включает менее 2 дюймов (51 мм) снега. Известно, что в этом районе скорость ветра достигает 75 миль в час (121 км / ч). Декабрь — самый прохладный месяц со средней максимальной температурой 60 °F (16 °C) и средней минимальной температурой 30 °F (-1 °C). Рекордно низкая температура в 1 °F (-17 °C) была зафиксирована 23 декабря 1963 года и 7 января 1973 года.
Июль — самый жаркий месяц со средней максимальной температурой 103 °F (39 °C) и средней минимальной температурой 66 °F (19 °C). Рекордная максимальная температура в 119 °F (48 °C) была зарегистрирована 11 июля 2021 года, сопоставимая с июлем 1988 и июлем 1993 годов.
| климатические данные Чайна-Лейк-НАФ, Калифорния (нормы 1981—2010, экстремумы 1945—2020, осадки 1944—1973) | климатические данные Чайна-Лейк-НАФ, Калифорния (нормы 1981—2010, экстремумы 1945—2020, осадки 1944—1973) | климатические данные Чайна-Лейк-НАФ, Калифорния (нормы 1981—2010, экстремумы 1945—2020, осадки 1944—1973) | климатические данные Чайна-Лейк-НАФ, Калифорния (нормы 1981—2010, экстремумы 1945—2020, осадки 1944—1973) | климатические данные Чайна-Лейк-НАФ, Калифорния (нормы 1981—2010, экстремумы 1945—2020, осадки 1944—1973) | климатические данные Чайна-Лейк-НАФ, Калифорния (нормы 1981—2010, экстремумы 1945—2020, осадки 1944—1973) | климатические данные Чайна-Лейк-НАФ, Калифорния (нормы 1981—2010, экстремумы 1945—2020, осадки 1944—1973) | климатические данные Чайна-Лейк-НАФ, Калифорния (нормы 1981—2010, экстремумы 1945—2020, осадки 1944—1973) | климатические данные Чайна-Лейк-НАФ, Калифорния (нормы 1981—2010, экстремумы 1945—2020, осадки 1944—1973) | климатические данные Чайна-Лейк-НАФ, Калифорния (нормы 1981—2010, экстремумы 1945—2020, осадки 1944—1973) | климатические данные Чайна-Лейк-НАФ, Калифорния (нормы 1981—2010, экстремумы 1945—2020, осадки 1944—1973) | климатические данные Чайна-Лейк-НАФ, Калифорния (нормы 1981—2010, экстремумы 1945—2020, осадки 1944—1973) | климатические данные Чайна-Лейк-НАФ, Калифорния (нормы 1981—2010, экстремумы 1945—2020, осадки 1944—1973) | климатические данные Чайна-Лейк-НАФ, Калифорния (нормы 1981—2010, экстремумы 1945—2020, осадки 1944—1973) |
| Месяц | Янв. | Февраль                                                                                                   | Март | Апрель | Май | Июнь | Июль | Август | Сентябрь                                                                                                  | Октябрь                                                                                                   | Ноябрь | Декабрь                                                                                                   | Год |
| --- | --- | --- | --- | --- | --- | --- | --- | --- | --- | --- | --- | --- | --- |
| Рекордно высокая температура по Фаренгейту (°C)                                                           | 89 (32)                                                                                                   | 91 (33)                                                                                                   | 92 (33)                                                                                                   | 104 (40)                                                                                                  | 109 (43)                                                                                                  | 118 (48)                                                                                                  | 119 (48)                                                                                                  | 119 (48)                                                                                                  | 114 (46)                                                                                                  | 103 (39)                                                                                                  | 93 (34)                                                                                                   | 81 (27)                                                                                                   | 119 (48)                                                                                                  |
| Среднее максимальное значение °F (°C)                                                                     | 72 (22)                                                                                                   | 77 (25)                                                                                                   | 85 (29)                                                                                                   | 94 (34)                                                                                                   | 102 (39)                                                                                                  | 108 (42)                                                                                                  | 113 (45)                                                                                                  | 111 (44)                                                                                                  | 106 (41)                                                                                                  | 96 (36)                                                                                                   | 83 (28)                                                                                                   | 71 (22)                                                                                                   | 113 (45)                                                                                                  |
| Среднесуточный максимум °F (°C)                                                                           | 60.3 (15.7)                                                                                               | 64.4 (18.0)                                                                                               | 71.1 (21.7)                                                                                               | 77.8 (25.4)                                                                                               | 87.9 (31.1)                                                                                               | 96.9 (36.1)                                                                                               | 103.3 (39.6)                                                                                              | 101.7 (38.7)                                                                                              | 93.9 (34.4)                                                                                               | 81.5 (27.5)                                                                                               | 68.9 (20.5)                                                                                               | 59.0 (15.0)                                                                                               | 80.6 (27.0)                                                                                               |
| Среднесуточный показатель °F (°C)                                                                         | 45.2 (7.3)                                                                                                | 49.8 (9.9)                                                                                                | 55.8 (13.2)                                                                                               | 62.1 (16.7)                                                                                               | 71.7 (22.1)                                                                                               | 79.8 (26.6)                                                                                               | 86.2 (30.1)                                                                                               | 84.5 (29.2)                                                                                               | 76.7 (24.8)                                                                                               | 64.7 (18.2)                                                                                               | 52.9 (11.6)                                                                                               | 44.3 (6.8)                                                                                                | 64.5 (18.1)                                                                                               |
| Среднесуточный минимум °F (°C)                                                                            | 30.1 (−1.1)                                                                                               | 35.2 (1.8)                                                                                                | 40.6 (4.8)                                                                                                | 46.3 (7.9)                                                                                                | 55.4 (13.0)                                                                                               | 62.7 (17.1)                                                                                               | 69.1 (20.6)                                                                                               | 67.3 (19.6)                                                                                               | 59.5 (15.3)                                                                                               | 47.9 (8.8)                                                                                                | 36.8 (2.7)                                                                                                | 29.6 (−1.3)                                                                                               | 48.4 (9.1)                                                                                                |
| Средний минимум °F (°C)                                                                                   | 20 (−7)                                                                                                   | 23 (−5)                                                                                                   | 29 (−2)                                                                                                   | 34 (1) | 44 (7) | 51 (11)                                                                                                   | 60 (16)                                                                                                   | 57 (14)                                                                                                   | 49 (9) | 37 (3) | 24 (−4)                                                                                                   | 19 (−7)                                                                                                   | 18 (−8)                                                                                                   |
| Рекордно низкая температура по Фаренгейту (°C)                                                            | 6 (−14)                                                                                                   | 12 (−11)                                                                                                  | 21 (−6)                                                                                                   | 27 (−3)                                                                                                   | 35 (2) | 42 (6) | 50 (10)                                                                                                   | 51 (11)                                                                                                   | 39 (4) | 20 (−7)                                                                                                   | 16 (−9)                                                                                                   | 8 (−13)                                                                                                   | 6 (−14)                                                                                                   |
| Среднее количество осадков дюймов (мм)                                                                    | 0.45 (11)                                                                                                 | 0.62 (16)                                                                                                 | 0.20 (5.1)                                                                                                | 0.13 (3.3)                                                                                                | 0.11 (2.8)                                                                                                | 0.01 (0.25)                                                                                               | 0.13 (3.3)                                                                                                | 0.10 (2.5)                                                                                                | 0.22 (5.6)                                                                                                | 0.12 (3.0)                                                                                                | 0.55 (14)                                                                                                 | 0.50 (13)                                                                                                 | 2.90 (74)                                                                                                 |
| Среднее количество дней с осадками                                                                        | 2.0 | 2.9 | 1.4 | 1.0 | 0.8 | 0.3 | 0.7 | 0.7 | 0.8 | 0.8 | 2.0 | 2.0 | 15.4 |
| Источник: NOAA                                                                                            | | | | | | | | | | | | | |

| климатических данных для военно-морской авиации оружия станция Китай озеро | климатических данных для военно-морской авиации оружия станция Китай озеро | климатических данных для военно-морской авиации оружия станция Китай озеро | климатических данных для военно-морской авиации оружия станция Китай озеро | климатических данных для военно-морской авиации оружия станция Китай озеро | климатических данных для военно-морской авиации оружия станция Китай озеро | климатических данных для военно-морской авиации оружия станция Китай озеро | климатических данных для военно-морской авиации оружия станция Китай озеро | климатических данных для военно-морской авиации оружия станция Китай озеро | климатических данных для военно-морской авиации оружия станция Китай озеро | климатических данных для военно-морской авиации оружия станция Китай озеро | климатических данных для военно-морской авиации оружия станция Китай озеро | климатических данных для военно-морской авиации оружия станция Китай озеро | климатических данных для военно-морской авиации оружия станция Китай озеро |
| Месяц                                                                      | Янв.                                                                       | Февраль                                                                    | Март                                                                       | Апрель                                                                     | Май                                                                        | Июнь                                                                       | Июль                                                                       | Август                                                                     | Сентябрь                                                                   | Октябрь                                                                    | Ноябрь                                                                     | Декабрь                                                                    | Год                                                                        |
| -------------------------------------------------------------------------- | -------------------------------------------------------------------------- | -------------------------------------------------------------------------- | -------------------------------------------------------------------------- | -------------------------------------------------------------------------- | -------------------------------------------------------------------------- | -------------------------------------------------------------------------- | -------------------------------------------------------------------------- | -------------------------------------------------------------------------- | -------------------------------------------------------------------------- | -------------------------------------------------------------------------- | -------------------------------------------------------------------------- | -------------------------------------------------------------------------- | -------------------------------------------------------------------------- |
| Рекордно высокая температура по Фаренгейту (°C)                            | 78 (26)                                                                    | 89 (32)                                                                    | 92 (33)                                                                    | 104 (40)                                                                   | 108 (42)                                                                   | 118 (48)                                                                   | 119 (48)                                                                   | 114 (46)                                                                   | 109 (43)                                                                   | 103 (39)                                                                   | 89 (32)                                                                    | 77 (25)                                                                    | 119 (48)                                                                   |
| Среднесуточный максимум °F (°C)                                            | 61.3 (16.3)                                                                | 63.7 (17.6)                                                                | 74.4 (23.6)                                                                | 76.1 (24.5)                                                                | 85.9 (29.9)                                                                | 98.2 (36.8)                                                                | 101.8 (38.8)                                                               | 101.9 (38.8)                                                               | 94.3 (34.6)                                                                | 81.2 (27.3)                                                                | 64.3 (17.9)                                                                | 58.5 (14.7)                                                                | 80.1 (26.7)                                                                |
| Среднесуточный минимум °F (°C)                                             | 30.6 (−0.8)                                                                | 34.6 (1.4)                                                                 | 40.1 (4.5)                                                                 | 45.6 (7.6)                                                                 | 52.8 (11.6)                                                                | 63.1 (17.3)                                                                | 68.4 (20.2)                                                                | 67.4 (19.7)                                                                | 59.4 (15.2)                                                                | 48.3 (9.1)                                                                 | 33.8 (1.0)                                                                 | 26.1 (−3.3)                                                                | 47.5 (8.6)                                                                 |
| Рекордно низкая температура по Фаренгейту (°C)                             | 6 (−14)                                                                    | 12 (−11)                                                                   | 21 (−6)                                                                    | 27 (−3)                                                                    | 38 (3)                                                                     | 42 (6)                                                                     | 50 (10)                                                                    | 51 (11)                                                                    | 39 (4)                                                                     | 24 (−4)                                                                    | 18 (−8)                                                                    | 8 (−13)                                                                    | 6 (−14)                                                                    |
| Среднее количество осадков дюймов (мм)                                     | 0.88 (22)                                                                  | 0.79 (20)                                                                  | 0.78 (20)                                                                  | 0.13 (3.3)                                                                 | 0.11 (2.8)                                                                 | 0.02 (0.51)                                                                | 0.09 (2.3)                                                                 | 0.31 (7.9)                                                                 | 0.24 (6.1)                                                                 | 0.18 (4.6)                                                                 | 0.27 (6.9)                                                                 | 0.47 (12)                                                                  | 4.27 (108.41)                                                              |
| Среднее количество выпавшего снега в дюймах (см)                           | 0.8 (2.0)                                                                  | 0.0 (0.0)                                                                  | 0.0 (0.0)                                                                  | 0.0 (0.0)                                                                  | 0.0 (0.0)                                                                  | 0.0 (0.0)                                                                  | 0.0 (0.0)                                                                  | 0.0 (0.0)                                                                  | 0.0 (0.0)                                                                  | 0.0 (0.0)                                                                  | 0.0 (0.0)                                                                  | 0.5 (1.3)                                                                  | 1.3 (3.3)                                                                  |
| Источник:                                                                  |                                                                            |                                                                            |                                                                            |                                                                            |                                                                            |                                                                            |                                                                            |                                                                            |                                                                            |                                                                            |                                                                            |                                                                            |                                                                            |

| климатические данные для Инйокерна, Калифорния   | климатические данные для Инйокерна, Калифорния | климатические данные для Инйокерна, Калифорния | климатические данные для Инйокерна, Калифорния | климатические данные для Инйокерна, Калифорния | климатические данные для Инйокерна, Калифорния | климатические данные для Инйокерна, Калифорния | климатические данные для Инйокерна, Калифорния | климатические данные для Инйокерна, Калифорния | климатические данные для Инйокерна, Калифорния | климатические данные для Инйокерна, Калифорния | климатические данные для Инйокерна, Калифорния | климатические данные для Инйокерна, Калифорния | климатические данные для Инйокерна, Калифорния |
| Месяц                                            | Янв.                                           | Февраль                                        | Март                                           | Апрель                                         | Май                                            | Июнь                                           | Июль                                           | Август                                         | Сентябрь                                       | Октябрь                                        | Ноябрь                                         | Декабрь                                        | Год                                            |
| ------------------------------------------------ | ---------------------------------------------- | ---------------------------------------------- | ---------------------------------------------- | ---------------------------------------------- | ---------------------------------------------- | ---------------------------------------------- | ---------------------------------------------- | ---------------------------------------------- | ---------------------------------------------- | ---------------------------------------------- | ---------------------------------------------- | ---------------------------------------------- | ---------------------------------------------- |
| Рекордно высокая температура по Фаренгейту (°C)  | 80 (27)                                        | 86 (30)                                        | 93 (34)                                        | 100 (38)                                       | 112 (44)                                       | 114 (46)                                       | 119 (48)                                       | 114 (46)                                       | 110 (43)                                       | 105 (41)                                       | 88 (31)                                        | 84 (29)                                        | 119 (48)                                       |
| Среднесуточный максимум °F (°C)                  | 59.6 (15.3)                                    | 64.8 (18.2)                                    | 70.3 (21.3)                                    | 77.7 (25.4)                                    | 87.0 (30.6)                                    | 96.7 (35.9)                                    | 102.7 (39.3)                                   | 101.2 (38.4)                                   | 94.2 (34.6)                                    | 83.2 (28.4)                                    | 69.0 (20.6)                                    | 59.7 (15.4)                                    | 80.5 (27.0)                                    |
| Среднесуточный минимум °F (°C)                   | 30.8 (−0.7)                                    | 34.6 (1.4)                                     | 38.7 (3.7)                                     | 44.3 (6.8)                                     | 52.9 (11.6)                                    | 60.5 (15.8)                                    | 66.2 (19.0)                                    | 64.6 (18.1)                                    | 58.1 (14.5)                                    | 48.2 (9.0)                                     | 37.3 (2.9)                                     | 30.2 (−1.0)                                    | 47.2 (8.4)                                     |
| Рекордно низкая температура по Фаренгейту (°C)   | 1 (−17)                                        | 9 (−13)                                        | 15 (−9)                                        | 21 (−6)                                        | 26 (−3)                                        | 38 (3)                                         | 46 (8)                                         | 45 (7)                                         | 35 (2)                                         | 20 (−7)                                        | 14 (−10)                                       | 5 (−15)                                        | 1 (−17)                                        |
| Среднее количество осадков дюймов (мм)           | 0.74 (19)                                      | 0.95 (24)                                      | 0.55 (14)                                      | 0.17 (4.3)                                     | 0.07 (1.8)                                     | 0.02 (0.51)                                    | 0.16 (4.1)                                     | 0.22 (5.6)                                     | 0.20 (5.1)                                     | 0.10 (2.5)                                     | 0.38 (9.7)                                     | 0.59 (15)                                      | 4.15 (105.61)                                  |
| Среднее количество выпавшего снега в дюймах (см) | 0.3 (0.76)                                     | 0.0 (0.0)                                      | 0.1 (0.25)                                     | 0.0 (0.0)                                      | 0.0 (0.0)                                      | 0.0 (0.0)                                      | 0.0 (0.0)                                      | 0.0 (0.0)                                      | 0.0 (0.0)                                      | 0.0 (0.0)                                      | 0.0 (0.0)                                      | 0.2 (0.51)                                     | 0.6 (1.52)                                     |
| Источник:                                        |                                                |                                                |                                                |                                                |                                                |                                                |                                                |                                                |                                                |                                                |                                                |                                                |                                                |

## Демография
| Перепись                              | Поп.   | Примечание | %±      |
| ------------------------------------- | ------ | ---------- | ------- |
| 1950                                  | 2,028  |            | —       |
| 1960                                  | 5,099  |            | 151.4 % |
| 1970                                  | 7,629  |            | 49.6 %  |
| 1980                                  | 15,929 |            | 108.8 % |
| 1990                                  | 27,725 |            | 74.1 %  |
| 2000                                  | 24,927 |            | −10.1 % |
| 2010                                  | 27,616 |            | 10.8 %  |
| 2019 (est.)                           | 28,973 |            | 4.9 %   |
| Перепись населения США за десятилетие |        |            |         |

### 2010
В переписи населения США 2010 года сообщалось, что население Риджкреста составляло 27 616 человек. Плотность населения составляла 1289,5 жителей на квадратную милю (497,9 / км²). Расовый состав населения Риджкреста составлял 21 387 человек (77,4 %). Белые, 1113 человек (4,0 %) Афроамериканец, 341 (1,2 %) коренной американец, 1209 (4,4 %) Азиаты, 143 (0,5 %) Житель Тихоокеанских островов, 1836 (6,6 %) представителей других рас и 1587 (5,7 %) представителей двух или более рас. Испаноязычные или латиноамериканцы любой расы составляли 4941 человек (17,9 %).
Перепись показала, что 27 420 человек (99,3 % населения) проживали в домашних хозяйствах, 109 (0,4 %) проживали в неинституционализированных групповых кварталах и 87 (0,3 %) были помещены в специализированные учреждения.
Насчитывалось 10 781 семейное хозяйство, из которых в 3901 (36,2 %) проживали дети в возрасте до 18 лет, 5211 (48,3 %) были супружескими парами разнополого пола, проживавшими вместе, в 1352 (12,5 %) семьях женщины проживали без мужа, в 609 (5,6 %) семьях мужчины проживали без жены. Насчитывалось 681 (6,3 %), не состоящих в браке партнеров противоположного пола и 64 (0,6 %) однополых супружеских пары или партнерства. 2978 домохозяйств (27,6 %) состояли из одного человека, и в 1001 (9,3 %) проживал один человек в возрасте 65 лет и старше. Средний размер домохозяйства составил 2,54 человека. Насчитывалось 7 172 семьи (66,5 % всех домохозяйств); средний размер семьи составил 3,10 человека.
Население было распределено: 7544 человека (27,3 %) моложе 18 лет, 2654 человека (9,6 %) в возрасте от 18 до 24, 7157 человек (25,9 %) в возрасте от 25 до 44, 6844 человека (24,8 %) в возрасте от 45 до 64 и 3417 человек (12,4 %) в возрасте 65 лет и старше. Средний возраст составил 33,8 года. На каждые 100 женщин приходится 100,3 мужчин. На каждые 100 женщин в возрасте 18 лет и старше приходится 99,9 мужчин.
Насчитывалось 11 915 единиц жилья со средней плотностью 556,3 на квадратную милю (214,8 / км²), из которых 6525 (60,5 %) были заняты владельцами, а 4256 (39,5 %) — арендаторами. Доля вакантных площадей среди домовладельцев составила 2,9 %; доля вакантных площадей для сдачи в аренду — 9,2 %. 16 520 человек (59,8 % населения) проживали в жилых единицах, занимаемых владельцами, и 10 900 человек (39,5 %) — в единицах арендуемого жилья.

### 2000
Согласно переписи 2000 года в городе проживало 24 927 человек, 9 826 домашних хозяйств и 6691 семья. Плотность населения составляла 1179,9 жителей на квадратную милю (455,6 / км²). Насчитывалось 11 309 единиц жилья со средней плотностью 535,3 / кв. миль (206,7 / км²). Расовый состав населения города составлял 82,02 % белых, 3,53 % черных или афроамериканцев, 1,08 % коренных американцев, 3,88 % азиатов, 0,58 % жителей Тихоокеанских островов, 4,93 % представителей других рас и 3,98 % представителей двух или более рас. 12,04 % населения составляли испаноязычные или латиноамериканцы любой расы.
Средний доход семьи в городе составлял 44 971 доллар, а средний доход семьи — 52 725 долларов. Средний доход мужчин составлял 46 993 доллара по сравнению с 29 558 долларами у женщин. Доход на душу населения в городе составлял 21 312 долларов. Около 10,2 % семей и 12,3 % населения были ниже черты бедности, в том числе 17,5 % из них моложе 18 лет и 5,1 % тех, кто в возрасте 65 лет и старше.
- Индекс преступности: безопасный город на 40,0 %
- Средняя школа или выше: 87,4 %
- Степень бакалавра или выше: 24,4 %
- Высшая или профессиональная степень: 8,5 %
- Безработных: 6,8 %
- Среднее время в пути до работы: 14,9 минуты

- Никогда не был женат: 22,1 %
- Сейчас женат: 56,7 %
- Разделено: 2,6 %
- Овдовел: 6,6 %
- Разведен: 12,1 %

- Мужчины: 12 924 — (49,9 %)
- Женщины: 12 971 — (50,1 %)
- Средний возраст жителя: 35,5 лет
- Средний возраст в Калифорнии: 33,3 года

Люди в групповых кварталах:
- 987 человек в военных казармах и т. д.
- 87 человек в домах престарелых
- 33 человека в других неинституциональных группах
- 22 человека в тюрьмах штата

## Эконом
Военно-морская авиационная станция Чайна-Лейк (NAWS China Lake) — это испытательный и тренировочный полигон воздушного оружия, расположенный рядом с Риджкрестом и эксплуатируемый ВМС США и его подрядчиками. Военно-морская авиабаза Чайна-Лейк обеспечивает большую часть занятости в городе — чуть менее 8000 рабочих мест в 2018 году. Сюда входят государственные гражданские работники, военнослужащие, находящиеся на действительной службе, и частные подрядчики.
Штаб-квартира Федерального кредитного союза AltaOne находится в Риджкресте.
Завод Searles Valley Minerals расположен рядом с Сухим озером Сирлз недалеко от города Трона, Калифорния, примерно в тридцати милях к востоку от Риджкреста.

### Лучшие работодатели
Основными работодателями в Риджкресте в 2020 году были:
| Ранг | Работодатель                              | Сотрудники |
| ---- | ----------------------------------------- | ---------- |
| 1    | NAWS China Lake                           | 7,995      |
| 2    | Региональная больница Риджкреста          | 840        |
| 3    | Полезные ископаемые долины Сирлс          | 700        |
| 4    | Объединенный школьный округ Сьерра- Сэндс | 527        |
| 5    | Walmart                                   | 333        |
| 6    | Альбертсоны                               | 173        |
| 7    | Общественный колледж Серро Косо           | 152        |
| 8    | Федеральный кредитный союз Alta One       | 123        |
| 9    | Город Риджкрест                           | 116        |
| 10   | Home Depot                                | 116        |

## Местные особенности и мероприятия
Наиболее примечательной достопримечательностью близлежащего района являются наскальные рисунки народа косо в Больших и Малых петроглифических каньонах. Народ косо был плодовитыми художниками и торговал с далекими племенами, используя инструменты, сделанные из камня. Археологические находки на прибрежных стоянках чумаш в Калифорнии указывают на значительную торговлю с народом косо.

### Музей Матуранго
В Риджкресте находится музей Матуранго. Музей наиболее известен благодаря экскурсиям с гидом в каньон Литтл-Петроглиф на военно-морской оружейной станции Чайна-Лейк (NAWS). Музей предлагает экспонаты и экспозиции, рассказывающие как о природной, так и о культурной истории и разнообразии Северной пустыни Мохаве с экспонатами растений, животных, артефактов коренных американцев, геологии и современного искусства и ремесел.

### Район наскальных рисунков Косо
Район наскальных рисунков Косо, иногда отождествляемый с каньонами Больших и Малых петроглифов, — это место, содержащее более 20 000 петроглифов, ныне расположенное на территории военно-морской авиабазы Чайна-Лейк, недалеко от Чайна-Лейк и Риджкреста, Калифорния. На самом деле, в районе наскальных рисунков Косо есть несколько других отдельных каньонов, помимо Большого и Малого каньонов петроглифов. Самыми популярными объектами являются снежные бараны, олени и антилопы. Каньоны Больших и Малых петроглифов были объявлены Национальным историческим памятником в 1964 году. В 2001 году они были включены в более крупный Национальный исторический район, называемый Coso Rock Art District. В 2014 году Фестиваль петроглифов Риджкреста, посвященный петроглифам, местной культуре и Риджкресту как туристическому направлению Калифорнии, был создан в качестве ежегодного мероприятия. Он был назван одним из «10 самых уникальных осенних фестивалей Groupon в стране»

### Перевал Уокера
Перевал Уокер (высота 5250 футов (1,60 км)) — это горный перевал у озера Изабелла на юге гор Сьерра-Невада. Он расположен на северо-востоке округа Керн, примерно в 53 милях (85 км) К востоку от Бейкерсфилда и в 10 милях (16 км) к юго-западу от Риджкреста. Перевал обеспечивает маршрут между долиной Сан-Хоакин на западе и пустыней Мохаве на востоке.

### Вершины Троны
Вершины Троны, показанные во многих известных фильмах, расположены недалеко от Риджкреста.

### Государственный парк Ред-Рок-Каньон
Государственный парк Ред-Рок-Каньон также находится очень близко к Риджкресту и предоставляет местным жителям возможности для пеших прогулок и кемпинга.

## Образование
Объединенный школьный округ Сьерра-Сэндс, который обслуживает город Риджкрест, Инйокерн, и прилегающие населенные пункты, включает следующие начальные школы: начальную школу Лас Флорес, начальную школу Фаллер, начальную школу Ричмонда, которая в настоящее время переведена в начальную школу Вивег из-за разрушений, нанесенных недавними землетрясениями, Начальную школу Гейтвей, начальную школу Пирс и начальную школу Инйокерн. Для учащихся средних классов в школьный округ входят средняя школа Джеймса Монро и средняя школа Мюррея. Начальная средняя школа округа, средняя школа Шермана Э. Берроуза, обслуживает Риджкрест, Чайна-Лейк-НАУКС, Инйокерн, Баттермилк-Акрс, Ред-Маунтин и Рандсбург. Существует также альтернативная средняя школа, Mesquite High School. Начальная академия языка, музыки и естественных наук Риджкреста (REALMS) — государственная чартерная школа, спонсируемая Управлением образования округа Керн. Школа, открытая в 2019 году, обучает детей с переходного K-го по 6-й класс. Ранее на территории школьного кампуса находилась школа с переходным K-м по 8-й класс, которая действовала с 2001 по 2018 год под названием Ridgecrest Charter School.
| Оценки | Школа                                  | Город        |
| ------ | -------------------------------------- | ------------ |
| К-5    | Начальная школа Фаллера                | Риджкрест    |
| К-5    | Начальная школа Gateway                | Риджкрест    |
| К-5    | Начальная школа Инйокерна              | В Йокерне    |
| К-5    | Начальная школа Лас Флореса            | Риджкрест    |
| К-5    | Начальная школа Пирса                  | Риджкрест    |
| К-5    | Начальная школа Ричмонда               | Риджкрест    |
| К-5    | Начальная школа Рэнд                   | Йоханнесбург |
| 6-8    | Средняя школа Джеймса Монро            | Риджкрест    |
| 6-8    | Средняя школа Мюррея                   | Риджкрест    |
| 9-12   | Средняя школа Шермана Э. Берроуза      | Риджкрест    |
| 9-12   | Средняя школа Мескита (альтернативная) | Риджкрест    |

### Колледж
Общественный колледж Серро Косо, входящий в состав округа общественных колледжей Керн, был основан в 1973 году, в нем обучается 2347 человек на постоянной основе. 420 акров (1,7 км²) Кампус в долине Индиан-Уэллс (IWV) расположен в верхней части пустыни Мохаве недалеко от Риджкреста. Кампус IWV — крупнейший из кампусов Серро Косо. Он обслуживает население около 50 000 человек. Колледж обслуживает общины Риджкреста, Чайна-Лейк, Инйокерна и Троны.

### Публичная библиотека
Библиотека филиала Риджкреста, филиал библиотеки округа Керн, обслуживает Риджкрест, Инйокерн, Чайна-Лейк, Трону и прилегающие населенные пункты.

## Общественная безопасность
В Риджкресте есть собственное полицейское управление, а также региональное отделение Департамента шерифа округа Керн. Пожарная служба округа Керн обеспечивает противопожарную защиту и неотложную медицинскую помощь. Штат сотрудников правоохранительных органов в 2008 году насчитывал 56 человек (41 офицер).
Статистика преступности за 2011 год (сообщено Департаментом полиции Риджкреста):
- Отдел убийств: 1
- Непредумышленное убийство по неосторожности: 0
- Ограбление: 15
- Изнасилование: 11
- Нападение: 337
- Кража со взломом: 192
- Кража: 292
- Угон автомобиля: 37
- Поджог: 14
- Всего насильственных преступлений: 364
- Всего имущественных преступлений: 535
- Всего преступлений: 899
- Процентное изменение с предыдущего периода: −9 %
- Количество обращений в службу: 33 440

## Известные люди
Известные уроженцы включают:
- Лейси Барнс-Майлхэм (р. 1964). Выигрывал чемпионаты США по легкой атлетике в 1999 и 1991 годах и участвовал в Олимпийских играх 1996 года в Атланте.
- Джером Дэвис (спринтер), спринтер
- Марк Хоппус, солист и басист рок-группы Blink-182
- Джейсон Монкс, политик и член Палаты представителей штата Айдахо
- Сабаа Тахир, автор

## Медиафайлы
В Риджкресте есть одна телевизионная станция, KZGN-LD, принадлежащая Wiknich Broadcasting Corp., которая имеет 3 канала, обслуживающих всю долину Индиан-Уэллс в прямом эфире и по кабелю Mediacom. KZGN предоставляет местные новости, погоду и спорт. KZGN также предоставляет ежедневную местную программу интервью, Ridgecrest Talk. Риджкрест обслуживается двумя газетами, The Daily Independent и News Review, а также набором местных вещательных станций и ретрансляторов с радио и телестанций, базирующихся в Лос-Анджелесе и Бейкерсфилде. Ретрансляторы управляются телевизионным усилителем IWV. Радиостанции в этом районе включают KRSF 89.3, формат христианского радио с Radio 74; KZFX 93.7, формат классического рока с ABC и калифорнийскими новостями и погодой; KSSI (FM) 102.7, транслирующий рок-музыку, местные новости и погоду; KLOA (AM) 1240, транслирующий спортивное радио CBS; KZIQ 92.7, транслирующий современную музыку для взрослых; KRAJ The Heat 100.9 FM в формате хип-хопа; и K296AI 107.1, транслирующий с каналом классической музыки KCNV. KRCK-1360, «Радио Риджкреста», вышло из эфира в 1970-х годах. Телевизионный ретранслятор K05FO 5 ретранслирует KTLA; и K35HO-D 35 ретранслирует KBAK.

## В популярной культуре
Город Джанктаун в видеоигре Fallout основан на постапокалиптической версии Риджкреста.
В рекламном ролике Sony 1984 года Риджкрест известен как «Мировая столица землетрясений …»

## Транспорт
Риджкрест расположен на пересечении автомагистралей California State Route 178 и US Route 395 (деловой маршрут).
Город Риджкрест предоставляет автобусное сообщение Ridgecrest Transit до Инйокерна и обратно, соединяясь с автобусом Eastern Sierra Transit Authority, который обслуживает Бишоп и Маммот-Лейкс на севере и Ланкастер (станция метро), откуда можно добраться до долины Сан-Фернандо и Лос-Анджелеса на юге. Kern Transit соединяет Риджкрест с озером Изабелла и Мохаве.